# Gnathia indoinsularis
Gnathia indoinsularis is een pissebed uit de familie Gnathiidae. De wetenschappelijke naam van de soort is voor het eerst geldig gepubliceerd in 2004 door Svavarsson & Jorundsdottir.